# Opposizione (scacchi)
Per opposizione, in senso scacchistico, si intende la posizione dei due re uno di fronte all'altro, alla minima distanza possibile, cioè separati da un'unica colonna o traversa.
L'opposizione è una condizione molto importante nel finale, soprattutto in assenza di altri pezzi e quando i pedoni risultano bloccati. In condizione di opposizione frontale, ad esempio, chi ha il tratto non può in alcun modo avanzare e questo può essere un fattore decisivo, a favore dell'avversario, ancor più se il re del giocatore che ha la mossa si trova sul bordo della scacchiera. In generale, l'opposizione ha un ruolo decisivo in moltissimi finali di re e pedoni, può compensare piccoli svantaggi di materiale o contribuire alla vittoria anche a parità di materiale.
Nel gergo scacchistico, si parla di prendere l'opposizione intendendo il raggiungimento di una situazione di opposizione da parte di chi ha la mossa; ha l'opposizione il giocatore che, muovendo, colloca il proprio re in opposizione a quello avversario. In questo caso, in assenza di altre mosse disponibili, l'avversario, costretto a muovere, deve perdere l'opposizione.
|   | a                                 | b                                 | c                                 | d                                 | e                                 | f                                 | g                                 | h                                 |   |
| 8 | e5 re del nero · e3 re del bianco | e5 re del nero · e3 re del bianco | e5 re del nero · e3 re del bianco | e5 re del nero · e3 re del bianco | e5 re del nero · e3 re del bianco | e5 re del nero · e3 re del bianco | e5 re del nero · e3 re del bianco | e5 re del nero · e3 re del bianco | 8 |
| 7 | e5 re del nero · e3 re del bianco | e5 re del nero · e3 re del bianco | e5 re del nero · e3 re del bianco | e5 re del nero · e3 re del bianco | e5 re del nero · e3 re del bianco | e5 re del nero · e3 re del bianco | e5 re del nero · e3 re del bianco | e5 re del nero · e3 re del bianco | 7 |
| 6 | e5 re del nero · e3 re del bianco | e5 re del nero · e3 re del bianco | e5 re del nero · e3 re del bianco | e5 re del nero · e3 re del bianco | e5 re del nero · e3 re del bianco | e5 re del nero · e3 re del bianco | e5 re del nero · e3 re del bianco | e5 re del nero · e3 re del bianco | 6 |
| 5 | e5 re del nero · e3 re del bianco | e5 re del nero · e3 re del bianco | e5 re del nero · e3 re del bianco | e5 re del nero · e3 re del bianco | e5 re del nero · e3 re del bianco | e5 re del nero · e3 re del bianco | e5 re del nero · e3 re del bianco | e5 re del nero · e3 re del bianco | 5 |
| 4 | e5 re del nero · e3 re del bianco | e5 re del nero · e3 re del bianco | e5 re del nero · e3 re del bianco | e5 re del nero · e3 re del bianco | e5 re del nero · e3 re del bianco | e5 re del nero · e3 re del bianco | e5 re del nero · e3 re del bianco | e5 re del nero · e3 re del bianco | 4 |
| 3 | e5 re del nero · e3 re del bianco | e5 re del nero · e3 re del bianco | e5 re del nero · e3 re del bianco | e5 re del nero · e3 re del bianco | e5 re del nero · e3 re del bianco | e5 re del nero · e3 re del bianco | e5 re del nero · e3 re del bianco | e5 re del nero · e3 re del bianco | 3 |
| 2 | e5 re del nero · e3 re del bianco | e5 re del nero · e3 re del bianco | e5 re del nero · e3 re del bianco | e5 re del nero · e3 re del bianco | e5 re del nero · e3 re del bianco | e5 re del nero · e3 re del bianco | e5 re del nero · e3 re del bianco | e5 re del nero · e3 re del bianco | 2 |
| 1 | e5 re del nero · e3 re del bianco | e5 re del nero · e3 re del bianco | e5 re del nero · e3 re del bianco | e5 re del nero · e3 re del bianco | e5 re del nero · e3 re del bianco | e5 re del nero · e3 re del bianco | e5 re del nero · e3 re del bianco | e5 re del nero · e3 re del bianco | 1 |
|   | a                                 | b                                 | c                                 | d                                 | e                                 | f                                 | g                                 | h                                 |   |

|   | a                                 | b                                 | c                                 | d                                 | e                                 | f                                 | g                                 | h                                 |   |
| 8 | d5 re del nero · f5 re del bianco | d5 re del nero · f5 re del bianco | d5 re del nero · f5 re del bianco | d5 re del nero · f5 re del bianco | d5 re del nero · f5 re del bianco | d5 re del nero · f5 re del bianco | d5 re del nero · f5 re del bianco | d5 re del nero · f5 re del bianco | 8 |
| 7 | d5 re del nero · f5 re del bianco | d5 re del nero · f5 re del bianco | d5 re del nero · f5 re del bianco | d5 re del nero · f5 re del bianco | d5 re del nero · f5 re del bianco | d5 re del nero · f5 re del bianco | d5 re del nero · f5 re del bianco | d5 re del nero · f5 re del bianco | 7 |
| 6 | d5 re del nero · f5 re del bianco | d5 re del nero · f5 re del bianco | d5 re del nero · f5 re del bianco | d5 re del nero · f5 re del bianco | d5 re del nero · f5 re del bianco | d5 re del nero · f5 re del bianco | d5 re del nero · f5 re del bianco | d5 re del nero · f5 re del bianco | 6 |
| 5 | d5 re del nero · f5 re del bianco | d5 re del nero · f5 re del bianco | d5 re del nero · f5 re del bianco | d5 re del nero · f5 re del bianco | d5 re del nero · f5 re del bianco | d5 re del nero · f5 re del bianco | d5 re del nero · f5 re del bianco | d5 re del nero · f5 re del bianco | 5 |
| 4 | d5 re del nero · f5 re del bianco | d5 re del nero · f5 re del bianco | d5 re del nero · f5 re del bianco | d5 re del nero · f5 re del bianco | d5 re del nero · f5 re del bianco | d5 re del nero · f5 re del bianco | d5 re del nero · f5 re del bianco | d5 re del nero · f5 re del bianco | 4 |
| 3 | d5 re del nero · f5 re del bianco | d5 re del nero · f5 re del bianco | d5 re del nero · f5 re del bianco | d5 re del nero · f5 re del bianco | d5 re del nero · f5 re del bianco | d5 re del nero · f5 re del bianco | d5 re del nero · f5 re del bianco | d5 re del nero · f5 re del bianco | 3 |
| 2 | d5 re del nero · f5 re del bianco | d5 re del nero · f5 re del bianco | d5 re del nero · f5 re del bianco | d5 re del nero · f5 re del bianco | d5 re del nero · f5 re del bianco | d5 re del nero · f5 re del bianco | d5 re del nero · f5 re del bianco | d5 re del nero · f5 re del bianco | 2 |
| 1 | d5 re del nero · f5 re del bianco | d5 re del nero · f5 re del bianco | d5 re del nero · f5 re del bianco | d5 re del nero · f5 re del bianco | d5 re del nero · f5 re del bianco | d5 re del nero · f5 re del bianco | d5 re del nero · f5 re del bianco | d5 re del nero · f5 re del bianco | 1 |
|   | a                                 | b                                 | c                                 | d                                 | e                                 | f                                 | g                                 | h                                 |   |

|   | a                                 | b                                 | c                                 | d                                 | e                                 | f                                 | g                                 | h                                 |   |
| 8 | d5 re del nero · f3 re del bianco | d5 re del nero · f3 re del bianco | d5 re del nero · f3 re del bianco | d5 re del nero · f3 re del bianco | d5 re del nero · f3 re del bianco | d5 re del nero · f3 re del bianco | d5 re del nero · f3 re del bianco | d5 re del nero · f3 re del bianco | 8 |
| 7 | d5 re del nero · f3 re del bianco | d5 re del nero · f3 re del bianco | d5 re del nero · f3 re del bianco | d5 re del nero · f3 re del bianco | d5 re del nero · f3 re del bianco | d5 re del nero · f3 re del bianco | d5 re del nero · f3 re del bianco | d5 re del nero · f3 re del bianco | 7 |
| 6 | d5 re del nero · f3 re del bianco | d5 re del nero · f3 re del bianco | d5 re del nero · f3 re del bianco | d5 re del nero · f3 re del bianco | d5 re del nero · f3 re del bianco | d5 re del nero · f3 re del bianco | d5 re del nero · f3 re del bianco | d5 re del nero · f3 re del bianco | 6 |
| 5 | d5 re del nero · f3 re del bianco | d5 re del nero · f3 re del bianco | d5 re del nero · f3 re del bianco | d5 re del nero · f3 re del bianco | d5 re del nero · f3 re del bianco | d5 re del nero · f3 re del bianco | d5 re del nero · f3 re del bianco | d5 re del nero · f3 re del bianco | 5 |
| 4 | d5 re del nero · f3 re del bianco | d5 re del nero · f3 re del bianco | d5 re del nero · f3 re del bianco | d5 re del nero · f3 re del bianco | d5 re del nero · f3 re del bianco | d5 re del nero · f3 re del bianco | d5 re del nero · f3 re del bianco | d5 re del nero · f3 re del bianco | 4 |
| 3 | d5 re del nero · f3 re del bianco | d5 re del nero · f3 re del bianco | d5 re del nero · f3 re del bianco | d5 re del nero · f3 re del bianco | d5 re del nero · f3 re del bianco | d5 re del nero · f3 re del bianco | d5 re del nero · f3 re del bianco | d5 re del nero · f3 re del bianco | 3 |
| 2 | d5 re del nero · f3 re del bianco | d5 re del nero · f3 re del bianco | d5 re del nero · f3 re del bianco | d5 re del nero · f3 re del bianco | d5 re del nero · f3 re del bianco | d5 re del nero · f3 re del bianco | d5 re del nero · f3 re del bianco | d5 re del nero · f3 re del bianco | 2 |
| 1 | d5 re del nero · f3 re del bianco | d5 re del nero · f3 re del bianco | d5 re del nero · f3 re del bianco | d5 re del nero · f3 re del bianco | d5 re del nero · f3 re del bianco | d5 re del nero · f3 re del bianco | d5 re del nero · f3 re del bianco | d5 re del nero · f3 re del bianco | 1 |
|   | a                                 | b                                 | c                                 | d                                 | e                                 | f                                 | g                                 | h                                 |   |

|   | a                                 | b                                 | c                                 | d                                 | e                                 | f                                 | g                                 | h                                 |   |
| 8 | e7 re del nero · e3 re del bianco | e7 re del nero · e3 re del bianco | e7 re del nero · e3 re del bianco | e7 re del nero · e3 re del bianco | e7 re del nero · e3 re del bianco | e7 re del nero · e3 re del bianco | e7 re del nero · e3 re del bianco | e7 re del nero · e3 re del bianco | 8 |
| 7 | e7 re del nero · e3 re del bianco | e7 re del nero · e3 re del bianco | e7 re del nero · e3 re del bianco | e7 re del nero · e3 re del bianco | e7 re del nero · e3 re del bianco | e7 re del nero · e3 re del bianco | e7 re del nero · e3 re del bianco | e7 re del nero · e3 re del bianco | 7 |
| 6 | e7 re del nero · e3 re del bianco | e7 re del nero · e3 re del bianco | e7 re del nero · e3 re del bianco | e7 re del nero · e3 re del bianco | e7 re del nero · e3 re del bianco | e7 re del nero · e3 re del bianco | e7 re del nero · e3 re del bianco | e7 re del nero · e3 re del bianco | 6 |
| 5 | e7 re del nero · e3 re del bianco | e7 re del nero · e3 re del bianco | e7 re del nero · e3 re del bianco | e7 re del nero · e3 re del bianco | e7 re del nero · e3 re del bianco | e7 re del nero · e3 re del bianco | e7 re del nero · e3 re del bianco | e7 re del nero · e3 re del bianco | 5 |
| 4 | e7 re del nero · e3 re del bianco | e7 re del nero · e3 re del bianco | e7 re del nero · e3 re del bianco | e7 re del nero · e3 re del bianco | e7 re del nero · e3 re del bianco | e7 re del nero · e3 re del bianco | e7 re del nero · e3 re del bianco | e7 re del nero · e3 re del bianco | 4 |
| 3 | e7 re del nero · e3 re del bianco | e7 re del nero · e3 re del bianco | e7 re del nero · e3 re del bianco | e7 re del nero · e3 re del bianco | e7 re del nero · e3 re del bianco | e7 re del nero · e3 re del bianco | e7 re del nero · e3 re del bianco | e7 re del nero · e3 re del bianco | 3 |
| 2 | e7 re del nero · e3 re del bianco | e7 re del nero · e3 re del bianco | e7 re del nero · e3 re del bianco | e7 re del nero · e3 re del bianco | e7 re del nero · e3 re del bianco | e7 re del nero · e3 re del bianco | e7 re del nero · e3 re del bianco | e7 re del nero · e3 re del bianco | 2 |
| 1 | e7 re del nero · e3 re del bianco | e7 re del nero · e3 re del bianco | e7 re del nero · e3 re del bianco | e7 re del nero · e3 re del bianco | e7 re del nero · e3 re del bianco | e7 re del nero · e3 re del bianco | e7 re del nero · e3 re del bianco | e7 re del nero · e3 re del bianco | 1 |
|   | a                                 | b                                 | c                                 | d                                 | e                                 | f                                 | g                                 | h                                 |   |

Per determinare a colpo d'occhio tutte le case in opposizione tra loro esiste un metodo di Edward Cecil Tattersall, trattato già nel 1910 in A Thousand Endgames. Si costruisce un ipotetico parallelogramma in cui le caselle occupate dai Re siano ai due angoli opposti, c'è opposizione se tutti gli angoli del parallelogramma sono dello stesso colore.
|   | a | b | c | d | e | f | g | h |   |
| 8 | a8 uno · b8 due · c8 uno · d8 due · e8 uno · f8 due · g8 uno · h8 due · a7 tre · b7 quattro · c7 tre · d7 quattro · e7 tre · f7 quattro · g7 tre · h7 quattro · a6 uno · b6 due · c6 uno · d6 due · e6 uno · f6 due · g6 uno · h6 due · a5 tre · b5 quattro · c5 tre · d5 quattro · e5 tre · f5 quattro · g5 tre · h5 quattro · a4 uno · b4 due · c4 uno · d4 due · e4 uno · f4 due · g4 uno · h4 due · a3 tre · b3 quattro · c3 tre · d3 quattro · e3 tre · f3 quattro · g3 tre · h3 quattro · a2 uno · b2 due · c2 uno · d2 due · e2 uno · f2 due · g2 uno · h2 due · a1 tre · b1 quattro · c1 tre · d1 quattro · e1 tre · f1 quattro · g1 tre · h1 quattro | a8 uno · b8 due · c8 uno · d8 due · e8 uno · f8 due · g8 uno · h8 due · a7 tre · b7 quattro · c7 tre · d7 quattro · e7 tre · f7 quattro · g7 tre · h7 quattro · a6 uno · b6 due · c6 uno · d6 due · e6 uno · f6 due · g6 uno · h6 due · a5 tre · b5 quattro · c5 tre · d5 quattro · e5 tre · f5 quattro · g5 tre · h5 quattro · a4 uno · b4 due · c4 uno · d4 due · e4 uno · f4 due · g4 uno · h4 due · a3 tre · b3 quattro · c3 tre · d3 quattro · e3 tre · f3 quattro · g3 tre · h3 quattro · a2 uno · b2 due · c2 uno · d2 due · e2 uno · f2 due · g2 uno · h2 due · a1 tre · b1 quattro · c1 tre · d1 quattro · e1 tre · f1 quattro · g1 tre · h1 quattro | a8 uno · b8 due · c8 uno · d8 due · e8 uno · f8 due · g8 uno · h8 due · a7 tre · b7 quattro · c7 tre · d7 quattro · e7 tre · f7 quattro · g7 tre · h7 quattro · a6 uno · b6 due · c6 uno · d6 due · e6 uno · f6 due · g6 uno · h6 due · a5 tre · b5 quattro · c5 tre · d5 quattro · e5 tre · f5 quattro · g5 tre · h5 quattro · a4 uno · b4 due · c4 uno · d4 due · e4 uno · f4 due · g4 uno · h4 due · a3 tre · b3 quattro · c3 tre · d3 quattro · e3 tre · f3 quattro · g3 tre · h3 quattro · a2 uno · b2 due · c2 uno · d2 due · e2 uno · f2 due · g2 uno · h2 due · a1 tre · b1 quattro · c1 tre · d1 quattro · e1 tre · f1 quattro · g1 tre · h1 quattro | a8 uno · b8 due · c8 uno · d8 due · e8 uno · f8 due · g8 uno · h8 due · a7 tre · b7 quattro · c7 tre · d7 quattro · e7 tre · f7 quattro · g7 tre · h7 quattro · a6 uno · b6 due · c6 uno · d6 due · e6 uno · f6 due · g6 uno · h6 due · a5 tre · b5 quattro · c5 tre · d5 quattro · e5 tre · f5 quattro · g5 tre · h5 quattro · a4 uno · b4 due · c4 uno · d4 due · e4 uno · f4 due · g4 uno · h4 due · a3 tre · b3 quattro · c3 tre · d3 quattro · e3 tre · f3 quattro · g3 tre · h3 quattro · a2 uno · b2 due · c2 uno · d2 due · e2 uno · f2 due · g2 uno · h2 due · a1 tre · b1 quattro · c1 tre · d1 quattro · e1 tre · f1 quattro · g1 tre · h1 quattro | a8 uno · b8 due · c8 uno · d8 due · e8 uno · f8 due · g8 uno · h8 due · a7 tre · b7 quattro · c7 tre · d7 quattro · e7 tre · f7 quattro · g7 tre · h7 quattro · a6 uno · b6 due · c6 uno · d6 due · e6 uno · f6 due · g6 uno · h6 due · a5 tre · b5 quattro · c5 tre · d5 quattro · e5 tre · f5 quattro · g5 tre · h5 quattro · a4 uno · b4 due · c4 uno · d4 due · e4 uno · f4 due · g4 uno · h4 due · a3 tre · b3 quattro · c3 tre · d3 quattro · e3 tre · f3 quattro · g3 tre · h3 quattro · a2 uno · b2 due · c2 uno · d2 due · e2 uno · f2 due · g2 uno · h2 due · a1 tre · b1 quattro · c1 tre · d1 quattro · e1 tre · f1 quattro · g1 tre · h1 quattro | a8 uno · b8 due · c8 uno · d8 due · e8 uno · f8 due · g8 uno · h8 due · a7 tre · b7 quattro · c7 tre · d7 quattro · e7 tre · f7 quattro · g7 tre · h7 quattro · a6 uno · b6 due · c6 uno · d6 due · e6 uno · f6 due · g6 uno · h6 due · a5 tre · b5 quattro · c5 tre · d5 quattro · e5 tre · f5 quattro · g5 tre · h5 quattro · a4 uno · b4 due · c4 uno · d4 due · e4 uno · f4 due · g4 uno · h4 due · a3 tre · b3 quattro · c3 tre · d3 quattro · e3 tre · f3 quattro · g3 tre · h3 quattro · a2 uno · b2 due · c2 uno · d2 due · e2 uno · f2 due · g2 uno · h2 due · a1 tre · b1 quattro · c1 tre · d1 quattro · e1 tre · f1 quattro · g1 tre · h1 quattro | a8 uno · b8 due · c8 uno · d8 due · e8 uno · f8 due · g8 uno · h8 due · a7 tre · b7 quattro · c7 tre · d7 quattro · e7 tre · f7 quattro · g7 tre · h7 quattro · a6 uno · b6 due · c6 uno · d6 due · e6 uno · f6 due · g6 uno · h6 due · a5 tre · b5 quattro · c5 tre · d5 quattro · e5 tre · f5 quattro · g5 tre · h5 quattro · a4 uno · b4 due · c4 uno · d4 due · e4 uno · f4 due · g4 uno · h4 due · a3 tre · b3 quattro · c3 tre · d3 quattro · e3 tre · f3 quattro · g3 tre · h3 quattro · a2 uno · b2 due · c2 uno · d2 due · e2 uno · f2 due · g2 uno · h2 due · a1 tre · b1 quattro · c1 tre · d1 quattro · e1 tre · f1 quattro · g1 tre · h1 quattro | a8 uno · b8 due · c8 uno · d8 due · e8 uno · f8 due · g8 uno · h8 due · a7 tre · b7 quattro · c7 tre · d7 quattro · e7 tre · f7 quattro · g7 tre · h7 quattro · a6 uno · b6 due · c6 uno · d6 due · e6 uno · f6 due · g6 uno · h6 due · a5 tre · b5 quattro · c5 tre · d5 quattro · e5 tre · f5 quattro · g5 tre · h5 quattro · a4 uno · b4 due · c4 uno · d4 due · e4 uno · f4 due · g4 uno · h4 due · a3 tre · b3 quattro · c3 tre · d3 quattro · e3 tre · f3 quattro · g3 tre · h3 quattro · a2 uno · b2 due · c2 uno · d2 due · e2 uno · f2 due · g2 uno · h2 due · a1 tre · b1 quattro · c1 tre · d1 quattro · e1 tre · f1 quattro · g1 tre · h1 quattro | 8 |
| 7 | a8 uno · b8 due · c8 uno · d8 due · e8 uno · f8 due · g8 uno · h8 due · a7 tre · b7 quattro · c7 tre · d7 quattro · e7 tre · f7 quattro · g7 tre · h7 quattro · a6 uno · b6 due · c6 uno · d6 due · e6 uno · f6 due · g6 uno · h6 due · a5 tre · b5 quattro · c5 tre · d5 quattro · e5 tre · f5 quattro · g5 tre · h5 quattro · a4 uno · b4 due · c4 uno · d4 due · e4 uno · f4 due · g4 uno · h4 due · a3 tre · b3 quattro · c3 tre · d3 quattro · e3 tre · f3 quattro · g3 tre · h3 quattro · a2 uno · b2 due · c2 uno · d2 due · e2 uno · f2 due · g2 uno · h2 due · a1 tre · b1 quattro · c1 tre · d1 quattro · e1 tre · f1 quattro · g1 tre · h1 quattro | a8 uno · b8 due · c8 uno · d8 due · e8 uno · f8 due · g8 uno · h8 due · a7 tre · b7 quattro · c7 tre · d7 quattro · e7 tre · f7 quattro · g7 tre · h7 quattro · a6 uno · b6 due · c6 uno · d6 due · e6 uno · f6 due · g6 uno · h6 due · a5 tre · b5 quattro · c5 tre · d5 quattro · e5 tre · f5 quattro · g5 tre · h5 quattro · a4 uno · b4 due · c4 uno · d4 due · e4 uno · f4 due · g4 uno · h4 due · a3 tre · b3 quattro · c3 tre · d3 quattro · e3 tre · f3 quattro · g3 tre · h3 quattro · a2 uno · b2 due · c2 uno · d2 due · e2 uno · f2 due · g2 uno · h2 due · a1 tre · b1 quattro · c1 tre · d1 quattro · e1 tre · f1 quattro · g1 tre · h1 quattro | a8 uno · b8 due · c8 uno · d8 due · e8 uno · f8 due · g8 uno · h8 due · a7 tre · b7 quattro · c7 tre · d7 quattro · e7 tre · f7 quattro · g7 tre · h7 quattro · a6 uno · b6 due · c6 uno · d6 due · e6 uno · f6 due · g6 uno · h6 due · a5 tre · b5 quattro · c5 tre · d5 quattro · e5 tre · f5 quattro · g5 tre · h5 quattro · a4 uno · b4 due · c4 uno · d4 due · e4 uno · f4 due · g4 uno · h4 due · a3 tre · b3 quattro · c3 tre · d3 quattro · e3 tre · f3 quattro · g3 tre · h3 quattro · a2 uno · b2 due · c2 uno · d2 due · e2 uno · f2 due · g2 uno · h2 due · a1 tre · b1 quattro · c1 tre · d1 quattro · e1 tre · f1 quattro · g1 tre · h1 quattro | a8 uno · b8 due · c8 uno · d8 due · e8 uno · f8 due · g8 uno · h8 due · a7 tre · b7 quattro · c7 tre · d7 quattro · e7 tre · f7 quattro · g7 tre · h7 quattro · a6 uno · b6 due · c6 uno · d6 due · e6 uno · f6 due · g6 uno · h6 due · a5 tre · b5 quattro · c5 tre · d5 quattro · e5 tre · f5 quattro · g5 tre · h5 quattro · a4 uno · b4 due · c4 uno · d4 due · e4 uno · f4 due · g4 uno · h4 due · a3 tre · b3 quattro · c3 tre · d3 quattro · e3 tre · f3 quattro · g3 tre · h3 quattro · a2 uno · b2 due · c2 uno · d2 due · e2 uno · f2 due · g2 uno · h2 due · a1 tre · b1 quattro · c1 tre · d1 quattro · e1 tre · f1 quattro · g1 tre · h1 quattro | a8 uno · b8 due · c8 uno · d8 due · e8 uno · f8 due · g8 uno · h8 due · a7 tre · b7 quattro · c7 tre · d7 quattro · e7 tre · f7 quattro · g7 tre · h7 quattro · a6 uno · b6 due · c6 uno · d6 due · e6 uno · f6 due · g6 uno · h6 due · a5 tre · b5 quattro · c5 tre · d5 quattro · e5 tre · f5 quattro · g5 tre · h5 quattro · a4 uno · b4 due · c4 uno · d4 due · e4 uno · f4 due · g4 uno · h4 due · a3 tre · b3 quattro · c3 tre · d3 quattro · e3 tre · f3 quattro · g3 tre · h3 quattro · a2 uno · b2 due · c2 uno · d2 due · e2 uno · f2 due · g2 uno · h2 due · a1 tre · b1 quattro · c1 tre · d1 quattro · e1 tre · f1 quattro · g1 tre · h1 quattro | a8 uno · b8 due · c8 uno · d8 due · e8 uno · f8 due · g8 uno · h8 due · a7 tre · b7 quattro · c7 tre · d7 quattro · e7 tre · f7 quattro · g7 tre · h7 quattro · a6 uno · b6 due · c6 uno · d6 due · e6 uno · f6 due · g6 uno · h6 due · a5 tre · b5 quattro · c5 tre · d5 quattro · e5 tre · f5 quattro · g5 tre · h5 quattro · a4 uno · b4 due · c4 uno · d4 due · e4 uno · f4 due · g4 uno · h4 due · a3 tre · b3 quattro · c3 tre · d3 quattro · e3 tre · f3 quattro · g3 tre · h3 quattro · a2 uno · b2 due · c2 uno · d2 due · e2 uno · f2 due · g2 uno · h2 due · a1 tre · b1 quattro · c1 tre · d1 quattro · e1 tre · f1 quattro · g1 tre · h1 quattro | a8 uno · b8 due · c8 uno · d8 due · e8 uno · f8 due · g8 uno · h8 due · a7 tre · b7 quattro · c7 tre · d7 quattro · e7 tre · f7 quattro · g7 tre · h7 quattro · a6 uno · b6 due · c6 uno · d6 due · e6 uno · f6 due · g6 uno · h6 due · a5 tre · b5 quattro · c5 tre · d5 quattro · e5 tre · f5 quattro · g5 tre · h5 quattro · a4 uno · b4 due · c4 uno · d4 due · e4 uno · f4 due · g4 uno · h4 due · a3 tre · b3 quattro · c3 tre · d3 quattro · e3 tre · f3 quattro · g3 tre · h3 quattro · a2 uno · b2 due · c2 uno · d2 due · e2 uno · f2 due · g2 uno · h2 due · a1 tre · b1 quattro · c1 tre · d1 quattro · e1 tre · f1 quattro · g1 tre · h1 quattro | a8 uno · b8 due · c8 uno · d8 due · e8 uno · f8 due · g8 uno · h8 due · a7 tre · b7 quattro · c7 tre · d7 quattro · e7 tre · f7 quattro · g7 tre · h7 quattro · a6 uno · b6 due · c6 uno · d6 due · e6 uno · f6 due · g6 uno · h6 due · a5 tre · b5 quattro · c5 tre · d5 quattro · e5 tre · f5 quattro · g5 tre · h5 quattro · a4 uno · b4 due · c4 uno · d4 due · e4 uno · f4 due · g4 uno · h4 due · a3 tre · b3 quattro · c3 tre · d3 quattro · e3 tre · f3 quattro · g3 tre · h3 quattro · a2 uno · b2 due · c2 uno · d2 due · e2 uno · f2 due · g2 uno · h2 due · a1 tre · b1 quattro · c1 tre · d1 quattro · e1 tre · f1 quattro · g1 tre · h1 quattro | 7 |
| 6 | a8 uno · b8 due · c8 uno · d8 due · e8 uno · f8 due · g8 uno · h8 due · a7 tre · b7 quattro · c7 tre · d7 quattro · e7 tre · f7 quattro · g7 tre · h7 quattro · a6 uno · b6 due · c6 uno · d6 due · e6 uno · f6 due · g6 uno · h6 due · a5 tre · b5 quattro · c5 tre · d5 quattro · e5 tre · f5 quattro · g5 tre · h5 quattro · a4 uno · b4 due · c4 uno · d4 due · e4 uno · f4 due · g4 uno · h4 due · a3 tre · b3 quattro · c3 tre · d3 quattro · e3 tre · f3 quattro · g3 tre · h3 quattro · a2 uno · b2 due · c2 uno · d2 due · e2 uno · f2 due · g2 uno · h2 due · a1 tre · b1 quattro · c1 tre · d1 quattro · e1 tre · f1 quattro · g1 tre · h1 quattro | a8 uno · b8 due · c8 uno · d8 due · e8 uno · f8 due · g8 uno · h8 due · a7 tre · b7 quattro · c7 tre · d7 quattro · e7 tre · f7 quattro · g7 tre · h7 quattro · a6 uno · b6 due · c6 uno · d6 due · e6 uno · f6 due · g6 uno · h6 due · a5 tre · b5 quattro · c5 tre · d5 quattro · e5 tre · f5 quattro · g5 tre · h5 quattro · a4 uno · b4 due · c4 uno · d4 due · e4 uno · f4 due · g4 uno · h4 due · a3 tre · b3 quattro · c3 tre · d3 quattro · e3 tre · f3 quattro · g3 tre · h3 quattro · a2 uno · b2 due · c2 uno · d2 due · e2 uno · f2 due · g2 uno · h2 due · a1 tre · b1 quattro · c1 tre · d1 quattro · e1 tre · f1 quattro · g1 tre · h1 quattro | a8 uno · b8 due · c8 uno · d8 due · e8 uno · f8 due · g8 uno · h8 due · a7 tre · b7 quattro · c7 tre · d7 quattro · e7 tre · f7 quattro · g7 tre · h7 quattro · a6 uno · b6 due · c6 uno · d6 due · e6 uno · f6 due · g6 uno · h6 due · a5 tre · b5 quattro · c5 tre · d5 quattro · e5 tre · f5 quattro · g5 tre · h5 quattro · a4 uno · b4 due · c4 uno · d4 due · e4 uno · f4 due · g4 uno · h4 due · a3 tre · b3 quattro · c3 tre · d3 quattro · e3 tre · f3 quattro · g3 tre · h3 quattro · a2 uno · b2 due · c2 uno · d2 due · e2 uno · f2 due · g2 uno · h2 due · a1 tre · b1 quattro · c1 tre · d1 quattro · e1 tre · f1 quattro · g1 tre · h1 quattro | a8 uno · b8 due · c8 uno · d8 due · e8 uno · f8 due · g8 uno · h8 due · a7 tre · b7 quattro · c7 tre · d7 quattro · e7 tre · f7 quattro · g7 tre · h7 quattro · a6 uno · b6 due · c6 uno · d6 due · e6 uno · f6 due · g6 uno · h6 due · a5 tre · b5 quattro · c5 tre · d5 quattro · e5 tre · f5 quattro · g5 tre · h5 quattro · a4 uno · b4 due · c4 uno · d4 due · e4 uno · f4 due · g4 uno · h4 due · a3 tre · b3 quattro · c3 tre · d3 quattro · e3 tre · f3 quattro · g3 tre · h3 quattro · a2 uno · b2 due · c2 uno · d2 due · e2 uno · f2 due · g2 uno · h2 due · a1 tre · b1 quattro · c1 tre · d1 quattro · e1 tre · f1 quattro · g1 tre · h1 quattro | a8 uno · b8 due · c8 uno · d8 due · e8 uno · f8 due · g8 uno · h8 due · a7 tre · b7 quattro · c7 tre · d7 quattro · e7 tre · f7 quattro · g7 tre · h7 quattro · a6 uno · b6 due · c6 uno · d6 due · e6 uno · f6 due · g6 uno · h6 due · a5 tre · b5 quattro · c5 tre · d5 quattro · e5 tre · f5 quattro · g5 tre · h5 quattro · a4 uno · b4 due · c4 uno · d4 due · e4 uno · f4 due · g4 uno · h4 due · a3 tre · b3 quattro · c3 tre · d3 quattro · e3 tre · f3 quattro · g3 tre · h3 quattro · a2 uno · b2 due · c2 uno · d2 due · e2 uno · f2 due · g2 uno · h2 due · a1 tre · b1 quattro · c1 tre · d1 quattro · e1 tre · f1 quattro · g1 tre · h1 quattro | a8 uno · b8 due · c8 uno · d8 due · e8 uno · f8 due · g8 uno · h8 due · a7 tre · b7 quattro · c7 tre · d7 quattro · e7 tre · f7 quattro · g7 tre · h7 quattro · a6 uno · b6 due · c6 uno · d6 due · e6 uno · f6 due · g6 uno · h6 due · a5 tre · b5 quattro · c5 tre · d5 quattro · e5 tre · f5 quattro · g5 tre · h5 quattro · a4 uno · b4 due · c4 uno · d4 due · e4 uno · f4 due · g4 uno · h4 due · a3 tre · b3 quattro · c3 tre · d3 quattro · e3 tre · f3 quattro · g3 tre · h3 quattro · a2 uno · b2 due · c2 uno · d2 due · e2 uno · f2 due · g2 uno · h2 due · a1 tre · b1 quattro · c1 tre · d1 quattro · e1 tre · f1 quattro · g1 tre · h1 quattro | a8 uno · b8 due · c8 uno · d8 due · e8 uno · f8 due · g8 uno · h8 due · a7 tre · b7 quattro · c7 tre · d7 quattro · e7 tre · f7 quattro · g7 tre · h7 quattro · a6 uno · b6 due · c6 uno · d6 due · e6 uno · f6 due · g6 uno · h6 due · a5 tre · b5 quattro · c5 tre · d5 quattro · e5 tre · f5 quattro · g5 tre · h5 quattro · a4 uno · b4 due · c4 uno · d4 due · e4 uno · f4 due · g4 uno · h4 due · a3 tre · b3 quattro · c3 tre · d3 quattro · e3 tre · f3 quattro · g3 tre · h3 quattro · a2 uno · b2 due · c2 uno · d2 due · e2 uno · f2 due · g2 uno · h2 due · a1 tre · b1 quattro · c1 tre · d1 quattro · e1 tre · f1 quattro · g1 tre · h1 quattro | a8 uno · b8 due · c8 uno · d8 due · e8 uno · f8 due · g8 uno · h8 due · a7 tre · b7 quattro · c7 tre · d7 quattro · e7 tre · f7 quattro · g7 tre · h7 quattro · a6 uno · b6 due · c6 uno · d6 due · e6 uno · f6 due · g6 uno · h6 due · a5 tre · b5 quattro · c5 tre · d5 quattro · e5 tre · f5 quattro · g5 tre · h5 quattro · a4 uno · b4 due · c4 uno · d4 due · e4 uno · f4 due · g4 uno · h4 due · a3 tre · b3 quattro · c3 tre · d3 quattro · e3 tre · f3 quattro · g3 tre · h3 quattro · a2 uno · b2 due · c2 uno · d2 due · e2 uno · f2 due · g2 uno · h2 due · a1 tre · b1 quattro · c1 tre · d1 quattro · e1 tre · f1 quattro · g1 tre · h1 quattro | 6 |
| 5 | a8 uno · b8 due · c8 uno · d8 due · e8 uno · f8 due · g8 uno · h8 due · a7 tre · b7 quattro · c7 tre · d7 quattro · e7 tre · f7 quattro · g7 tre · h7 quattro · a6 uno · b6 due · c6 uno · d6 due · e6 uno · f6 due · g6 uno · h6 due · a5 tre · b5 quattro · c5 tre · d5 quattro · e5 tre · f5 quattro · g5 tre · h5 quattro · a4 uno · b4 due · c4 uno · d4 due · e4 uno · f4 due · g4 uno · h4 due · a3 tre · b3 quattro · c3 tre · d3 quattro · e3 tre · f3 quattro · g3 tre · h3 quattro · a2 uno · b2 due · c2 uno · d2 due · e2 uno · f2 due · g2 uno · h2 due · a1 tre · b1 quattro · c1 tre · d1 quattro · e1 tre · f1 quattro · g1 tre · h1 quattro | a8 uno · b8 due · c8 uno · d8 due · e8 uno · f8 due · g8 uno · h8 due · a7 tre · b7 quattro · c7 tre · d7 quattro · e7 tre · f7 quattro · g7 tre · h7 quattro · a6 uno · b6 due · c6 uno · d6 due · e6 uno · f6 due · g6 uno · h6 due · a5 tre · b5 quattro · c5 tre · d5 quattro · e5 tre · f5 quattro · g5 tre · h5 quattro · a4 uno · b4 due · c4 uno · d4 due · e4 uno · f4 due · g4 uno · h4 due · a3 tre · b3 quattro · c3 tre · d3 quattro · e3 tre · f3 quattro · g3 tre · h3 quattro · a2 uno · b2 due · c2 uno · d2 due · e2 uno · f2 due · g2 uno · h2 due · a1 tre · b1 quattro · c1 tre · d1 quattro · e1 tre · f1 quattro · g1 tre · h1 quattro | a8 uno · b8 due · c8 uno · d8 due · e8 uno · f8 due · g8 uno · h8 due · a7 tre · b7 quattro · c7 tre · d7 quattro · e7 tre · f7 quattro · g7 tre · h7 quattro · a6 uno · b6 due · c6 uno · d6 due · e6 uno · f6 due · g6 uno · h6 due · a5 tre · b5 quattro · c5 tre · d5 quattro · e5 tre · f5 quattro · g5 tre · h5 quattro · a4 uno · b4 due · c4 uno · d4 due · e4 uno · f4 due · g4 uno · h4 due · a3 tre · b3 quattro · c3 tre · d3 quattro · e3 tre · f3 quattro · g3 tre · h3 quattro · a2 uno · b2 due · c2 uno · d2 due · e2 uno · f2 due · g2 uno · h2 due · a1 tre · b1 quattro · c1 tre · d1 quattro · e1 tre · f1 quattro · g1 tre · h1 quattro | a8 uno · b8 due · c8 uno · d8 due · e8 uno · f8 due · g8 uno · h8 due · a7 tre · b7 quattro · c7 tre · d7 quattro · e7 tre · f7 quattro · g7 tre · h7 quattro · a6 uno · b6 due · c6 uno · d6 due · e6 uno · f6 due · g6 uno · h6 due · a5 tre · b5 quattro · c5 tre · d5 quattro · e5 tre · f5 quattro · g5 tre · h5 quattro · a4 uno · b4 due · c4 uno · d4 due · e4 uno · f4 due · g4 uno · h4 due · a3 tre · b3 quattro · c3 tre · d3 quattro · e3 tre · f3 quattro · g3 tre · h3 quattro · a2 uno · b2 due · c2 uno · d2 due · e2 uno · f2 due · g2 uno · h2 due · a1 tre · b1 quattro · c1 tre · d1 quattro · e1 tre · f1 quattro · g1 tre · h1 quattro | a8 uno · b8 due · c8 uno · d8 due · e8 uno · f8 due · g8 uno · h8 due · a7 tre · b7 quattro · c7 tre · d7 quattro · e7 tre · f7 quattro · g7 tre · h7 quattro · a6 uno · b6 due · c6 uno · d6 due · e6 uno · f6 due · g6 uno · h6 due · a5 tre · b5 quattro · c5 tre · d5 quattro · e5 tre · f5 quattro · g5 tre · h5 quattro · a4 uno · b4 due · c4 uno · d4 due · e4 uno · f4 due · g4 uno · h4 due · a3 tre · b3 quattro · c3 tre · d3 quattro · e3 tre · f3 quattro · g3 tre · h3 quattro · a2 uno · b2 due · c2 uno · d2 due · e2 uno · f2 due · g2 uno · h2 due · a1 tre · b1 quattro · c1 tre · d1 quattro · e1 tre · f1 quattro · g1 tre · h1 quattro | a8 uno · b8 due · c8 uno · d8 due · e8 uno · f8 due · g8 uno · h8 due · a7 tre · b7 quattro · c7 tre · d7 quattro · e7 tre · f7 quattro · g7 tre · h7 quattro · a6 uno · b6 due · c6 uno · d6 due · e6 uno · f6 due · g6 uno · h6 due · a5 tre · b5 quattro · c5 tre · d5 quattro · e5 tre · f5 quattro · g5 tre · h5 quattro · a4 uno · b4 due · c4 uno · d4 due · e4 uno · f4 due · g4 uno · h4 due · a3 tre · b3 quattro · c3 tre · d3 quattro · e3 tre · f3 quattro · g3 tre · h3 quattro · a2 uno · b2 due · c2 uno · d2 due · e2 uno · f2 due · g2 uno · h2 due · a1 tre · b1 quattro · c1 tre · d1 quattro · e1 tre · f1 quattro · g1 tre · h1 quattro | a8 uno · b8 due · c8 uno · d8 due · e8 uno · f8 due · g8 uno · h8 due · a7 tre · b7 quattro · c7 tre · d7 quattro · e7 tre · f7 quattro · g7 tre · h7 quattro · a6 uno · b6 due · c6 uno · d6 due · e6 uno · f6 due · g6 uno · h6 due · a5 tre · b5 quattro · c5 tre · d5 quattro · e5 tre · f5 quattro · g5 tre · h5 quattro · a4 uno · b4 due · c4 uno · d4 due · e4 uno · f4 due · g4 uno · h4 due · a3 tre · b3 quattro · c3 tre · d3 quattro · e3 tre · f3 quattro · g3 tre · h3 quattro · a2 uno · b2 due · c2 uno · d2 due · e2 uno · f2 due · g2 uno · h2 due · a1 tre · b1 quattro · c1 tre · d1 quattro · e1 tre · f1 quattro · g1 tre · h1 quattro | a8 uno · b8 due · c8 uno · d8 due · e8 uno · f8 due · g8 uno · h8 due · a7 tre · b7 quattro · c7 tre · d7 quattro · e7 tre · f7 quattro · g7 tre · h7 quattro · a6 uno · b6 due · c6 uno · d6 due · e6 uno · f6 due · g6 uno · h6 due · a5 tre · b5 quattro · c5 tre · d5 quattro · e5 tre · f5 quattro · g5 tre · h5 quattro · a4 uno · b4 due · c4 uno · d4 due · e4 uno · f4 due · g4 uno · h4 due · a3 tre · b3 quattro · c3 tre · d3 quattro · e3 tre · f3 quattro · g3 tre · h3 quattro · a2 uno · b2 due · c2 uno · d2 due · e2 uno · f2 due · g2 uno · h2 due · a1 tre · b1 quattro · c1 tre · d1 quattro · e1 tre · f1 quattro · g1 tre · h1 quattro | 5 |
| 4 | a8 uno · b8 due · c8 uno · d8 due · e8 uno · f8 due · g8 uno · h8 due · a7 tre · b7 quattro · c7 tre · d7 quattro · e7 tre · f7 quattro · g7 tre · h7 quattro · a6 uno · b6 due · c6 uno · d6 due · e6 uno · f6 due · g6 uno · h6 due · a5 tre · b5 quattro · c5 tre · d5 quattro · e5 tre · f5 quattro · g5 tre · h5 quattro · a4 uno · b4 due · c4 uno · d4 due · e4 uno · f4 due · g4 uno · h4 due · a3 tre · b3 quattro · c3 tre · d3 quattro · e3 tre · f3 quattro · g3 tre · h3 quattro · a2 uno · b2 due · c2 uno · d2 due · e2 uno · f2 due · g2 uno · h2 due · a1 tre · b1 quattro · c1 tre · d1 quattro · e1 tre · f1 quattro · g1 tre · h1 quattro | a8 uno · b8 due · c8 uno · d8 due · e8 uno · f8 due · g8 uno · h8 due · a7 tre · b7 quattro · c7 tre · d7 quattro · e7 tre · f7 quattro · g7 tre · h7 quattro · a6 uno · b6 due · c6 uno · d6 due · e6 uno · f6 due · g6 uno · h6 due · a5 tre · b5 quattro · c5 tre · d5 quattro · e5 tre · f5 quattro · g5 tre · h5 quattro · a4 uno · b4 due · c4 uno · d4 due · e4 uno · f4 due · g4 uno · h4 due · a3 tre · b3 quattro · c3 tre · d3 quattro · e3 tre · f3 quattro · g3 tre · h3 quattro · a2 uno · b2 due · c2 uno · d2 due · e2 uno · f2 due · g2 uno · h2 due · a1 tre · b1 quattro · c1 tre · d1 quattro · e1 tre · f1 quattro · g1 tre · h1 quattro | a8 uno · b8 due · c8 uno · d8 due · e8 uno · f8 due · g8 uno · h8 due · a7 tre · b7 quattro · c7 tre · d7 quattro · e7 tre · f7 quattro · g7 tre · h7 quattro · a6 uno · b6 due · c6 uno · d6 due · e6 uno · f6 due · g6 uno · h6 due · a5 tre · b5 quattro · c5 tre · d5 quattro · e5 tre · f5 quattro · g5 tre · h5 quattro · a4 uno · b4 due · c4 uno · d4 due · e4 uno · f4 due · g4 uno · h4 due · a3 tre · b3 quattro · c3 tre · d3 quattro · e3 tre · f3 quattro · g3 tre · h3 quattro · a2 uno · b2 due · c2 uno · d2 due · e2 uno · f2 due · g2 uno · h2 due · a1 tre · b1 quattro · c1 tre · d1 quattro · e1 tre · f1 quattro · g1 tre · h1 quattro | a8 uno · b8 due · c8 uno · d8 due · e8 uno · f8 due · g8 uno · h8 due · a7 tre · b7 quattro · c7 tre · d7 quattro · e7 tre · f7 quattro · g7 tre · h7 quattro · a6 uno · b6 due · c6 uno · d6 due · e6 uno · f6 due · g6 uno · h6 due · a5 tre · b5 quattro · c5 tre · d5 quattro · e5 tre · f5 quattro · g5 tre · h5 quattro · a4 uno · b4 due · c4 uno · d4 due · e4 uno · f4 due · g4 uno · h4 due · a3 tre · b3 quattro · c3 tre · d3 quattro · e3 tre · f3 quattro · g3 tre · h3 quattro · a2 uno · b2 due · c2 uno · d2 due · e2 uno · f2 due · g2 uno · h2 due · a1 tre · b1 quattro · c1 tre · d1 quattro · e1 tre · f1 quattro · g1 tre · h1 quattro | a8 uno · b8 due · c8 uno · d8 due · e8 uno · f8 due · g8 uno · h8 due · a7 tre · b7 quattro · c7 tre · d7 quattro · e7 tre · f7 quattro · g7 tre · h7 quattro · a6 uno · b6 due · c6 uno · d6 due · e6 uno · f6 due · g6 uno · h6 due · a5 tre · b5 quattro · c5 tre · d5 quattro · e5 tre · f5 quattro · g5 tre · h5 quattro · a4 uno · b4 due · c4 uno · d4 due · e4 uno · f4 due · g4 uno · h4 due · a3 tre · b3 quattro · c3 tre · d3 quattro · e3 tre · f3 quattro · g3 tre · h3 quattro · a2 uno · b2 due · c2 uno · d2 due · e2 uno · f2 due · g2 uno · h2 due · a1 tre · b1 quattro · c1 tre · d1 quattro · e1 tre · f1 quattro · g1 tre · h1 quattro | a8 uno · b8 due · c8 uno · d8 due · e8 uno · f8 due · g8 uno · h8 due · a7 tre · b7 quattro · c7 tre · d7 quattro · e7 tre · f7 quattro · g7 tre · h7 quattro · a6 uno · b6 due · c6 uno · d6 due · e6 uno · f6 due · g6 uno · h6 due · a5 tre · b5 quattro · c5 tre · d5 quattro · e5 tre · f5 quattro · g5 tre · h5 quattro · a4 uno · b4 due · c4 uno · d4 due · e4 uno · f4 due · g4 uno · h4 due · a3 tre · b3 quattro · c3 tre · d3 quattro · e3 tre · f3 quattro · g3 tre · h3 quattro · a2 uno · b2 due · c2 uno · d2 due · e2 uno · f2 due · g2 uno · h2 due · a1 tre · b1 quattro · c1 tre · d1 quattro · e1 tre · f1 quattro · g1 tre · h1 quattro | a8 uno · b8 due · c8 uno · d8 due · e8 uno · f8 due · g8 uno · h8 due · a7 tre · b7 quattro · c7 tre · d7 quattro · e7 tre · f7 quattro · g7 tre · h7 quattro · a6 uno · b6 due · c6 uno · d6 due · e6 uno · f6 due · g6 uno · h6 due · a5 tre · b5 quattro · c5 tre · d5 quattro · e5 tre · f5 quattro · g5 tre · h5 quattro · a4 uno · b4 due · c4 uno · d4 due · e4 uno · f4 due · g4 uno · h4 due · a3 tre · b3 quattro · c3 tre · d3 quattro · e3 tre · f3 quattro · g3 tre · h3 quattro · a2 uno · b2 due · c2 uno · d2 due · e2 uno · f2 due · g2 uno · h2 due · a1 tre · b1 quattro · c1 tre · d1 quattro · e1 tre · f1 quattro · g1 tre · h1 quattro | a8 uno · b8 due · c8 uno · d8 due · e8 uno · f8 due · g8 uno · h8 due · a7 tre · b7 quattro · c7 tre · d7 quattro · e7 tre · f7 quattro · g7 tre · h7 quattro · a6 uno · b6 due · c6 uno · d6 due · e6 uno · f6 due · g6 uno · h6 due · a5 tre · b5 quattro · c5 tre · d5 quattro · e5 tre · f5 quattro · g5 tre · h5 quattro · a4 uno · b4 due · c4 uno · d4 due · e4 uno · f4 due · g4 uno · h4 due · a3 tre · b3 quattro · c3 tre · d3 quattro · e3 tre · f3 quattro · g3 tre · h3 quattro · a2 uno · b2 due · c2 uno · d2 due · e2 uno · f2 due · g2 uno · h2 due · a1 tre · b1 quattro · c1 tre · d1 quattro · e1 tre · f1 quattro · g1 tre · h1 quattro | 4 |
| 3 | a8 uno · b8 due · c8 uno · d8 due · e8 uno · f8 due · g8 uno · h8 due · a7 tre · b7 quattro · c7 tre · d7 quattro · e7 tre · f7 quattro · g7 tre · h7 quattro · a6 uno · b6 due · c6 uno · d6 due · e6 uno · f6 due · g6 uno · h6 due · a5 tre · b5 quattro · c5 tre · d5 quattro · e5 tre · f5 quattro · g5 tre · h5 quattro · a4 uno · b4 due · c4 uno · d4 due · e4 uno · f4 due · g4 uno · h4 due · a3 tre · b3 quattro · c3 tre · d3 quattro · e3 tre · f3 quattro · g3 tre · h3 quattro · a2 uno · b2 due · c2 uno · d2 due · e2 uno · f2 due · g2 uno · h2 due · a1 tre · b1 quattro · c1 tre · d1 quattro · e1 tre · f1 quattro · g1 tre · h1 quattro | a8 uno · b8 due · c8 uno · d8 due · e8 uno · f8 due · g8 uno · h8 due · a7 tre · b7 quattro · c7 tre · d7 quattro · e7 tre · f7 quattro · g7 tre · h7 quattro · a6 uno · b6 due · c6 uno · d6 due · e6 uno · f6 due · g6 uno · h6 due · a5 tre · b5 quattro · c5 tre · d5 quattro · e5 tre · f5 quattro · g5 tre · h5 quattro · a4 uno · b4 due · c4 uno · d4 due · e4 uno · f4 due · g4 uno · h4 due · a3 tre · b3 quattro · c3 tre · d3 quattro · e3 tre · f3 quattro · g3 tre · h3 quattro · a2 uno · b2 due · c2 uno · d2 due · e2 uno · f2 due · g2 uno · h2 due · a1 tre · b1 quattro · c1 tre · d1 quattro · e1 tre · f1 quattro · g1 tre · h1 quattro | a8 uno · b8 due · c8 uno · d8 due · e8 uno · f8 due · g8 uno · h8 due · a7 tre · b7 quattro · c7 tre · d7 quattro · e7 tre · f7 quattro · g7 tre · h7 quattro · a6 uno · b6 due · c6 uno · d6 due · e6 uno · f6 due · g6 uno · h6 due · a5 tre · b5 quattro · c5 tre · d5 quattro · e5 tre · f5 quattro · g5 tre · h5 quattro · a4 uno · b4 due · c4 uno · d4 due · e4 uno · f4 due · g4 uno · h4 due · a3 tre · b3 quattro · c3 tre · d3 quattro · e3 tre · f3 quattro · g3 tre · h3 quattro · a2 uno · b2 due · c2 uno · d2 due · e2 uno · f2 due · g2 uno · h2 due · a1 tre · b1 quattro · c1 tre · d1 quattro · e1 tre · f1 quattro · g1 tre · h1 quattro | a8 uno · b8 due · c8 uno · d8 due · e8 uno · f8 due · g8 uno · h8 due · a7 tre · b7 quattro · c7 tre · d7 quattro · e7 tre · f7 quattro · g7 tre · h7 quattro · a6 uno · b6 due · c6 uno · d6 due · e6 uno · f6 due · g6 uno · h6 due · a5 tre · b5 quattro · c5 tre · d5 quattro · e5 tre · f5 quattro · g5 tre · h5 quattro · a4 uno · b4 due · c4 uno · d4 due · e4 uno · f4 due · g4 uno · h4 due · a3 tre · b3 quattro · c3 tre · d3 quattro · e3 tre · f3 quattro · g3 tre · h3 quattro · a2 uno · b2 due · c2 uno · d2 due · e2 uno · f2 due · g2 uno · h2 due · a1 tre · b1 quattro · c1 tre · d1 quattro · e1 tre · f1 quattro · g1 tre · h1 quattro | a8 uno · b8 due · c8 uno · d8 due · e8 uno · f8 due · g8 uno · h8 due · a7 tre · b7 quattro · c7 tre · d7 quattro · e7 tre · f7 quattro · g7 tre · h7 quattro · a6 uno · b6 due · c6 uno · d6 due · e6 uno · f6 due · g6 uno · h6 due · a5 tre · b5 quattro · c5 tre · d5 quattro · e5 tre · f5 quattro · g5 tre · h5 quattro · a4 uno · b4 due · c4 uno · d4 due · e4 uno · f4 due · g4 uno · h4 due · a3 tre · b3 quattro · c3 tre · d3 quattro · e3 tre · f3 quattro · g3 tre · h3 quattro · a2 uno · b2 due · c2 uno · d2 due · e2 uno · f2 due · g2 uno · h2 due · a1 tre · b1 quattro · c1 tre · d1 quattro · e1 tre · f1 quattro · g1 tre · h1 quattro | a8 uno · b8 due · c8 uno · d8 due · e8 uno · f8 due · g8 uno · h8 due · a7 tre · b7 quattro · c7 tre · d7 quattro · e7 tre · f7 quattro · g7 tre · h7 quattro · a6 uno · b6 due · c6 uno · d6 due · e6 uno · f6 due · g6 uno · h6 due · a5 tre · b5 quattro · c5 tre · d5 quattro · e5 tre · f5 quattro · g5 tre · h5 quattro · a4 uno · b4 due · c4 uno · d4 due · e4 uno · f4 due · g4 uno · h4 due · a3 tre · b3 quattro · c3 tre · d3 quattro · e3 tre · f3 quattro · g3 tre · h3 quattro · a2 uno · b2 due · c2 uno · d2 due · e2 uno · f2 due · g2 uno · h2 due · a1 tre · b1 quattro · c1 tre · d1 quattro · e1 tre · f1 quattro · g1 tre · h1 quattro | a8 uno · b8 due · c8 uno · d8 due · e8 uno · f8 due · g8 uno · h8 due · a7 tre · b7 quattro · c7 tre · d7 quattro · e7 tre · f7 quattro · g7 tre · h7 quattro · a6 uno · b6 due · c6 uno · d6 due · e6 uno · f6 due · g6 uno · h6 due · a5 tre · b5 quattro · c5 tre · d5 quattro · e5 tre · f5 quattro · g5 tre · h5 quattro · a4 uno · b4 due · c4 uno · d4 due · e4 uno · f4 due · g4 uno · h4 due · a3 tre · b3 quattro · c3 tre · d3 quattro · e3 tre · f3 quattro · g3 tre · h3 quattro · a2 uno · b2 due · c2 uno · d2 due · e2 uno · f2 due · g2 uno · h2 due · a1 tre · b1 quattro · c1 tre · d1 quattro · e1 tre · f1 quattro · g1 tre · h1 quattro | a8 uno · b8 due · c8 uno · d8 due · e8 uno · f8 due · g8 uno · h8 due · a7 tre · b7 quattro · c7 tre · d7 quattro · e7 tre · f7 quattro · g7 tre · h7 quattro · a6 uno · b6 due · c6 uno · d6 due · e6 uno · f6 due · g6 uno · h6 due · a5 tre · b5 quattro · c5 tre · d5 quattro · e5 tre · f5 quattro · g5 tre · h5 quattro · a4 uno · b4 due · c4 uno · d4 due · e4 uno · f4 due · g4 uno · h4 due · a3 tre · b3 quattro · c3 tre · d3 quattro · e3 tre · f3 quattro · g3 tre · h3 quattro · a2 uno · b2 due · c2 uno · d2 due · e2 uno · f2 due · g2 uno · h2 due · a1 tre · b1 quattro · c1 tre · d1 quattro · e1 tre · f1 quattro · g1 tre · h1 quattro | 3 |
| 2 | a8 uno · b8 due · c8 uno · d8 due · e8 uno · f8 due · g8 uno · h8 due · a7 tre · b7 quattro · c7 tre · d7 quattro · e7 tre · f7 quattro · g7 tre · h7 quattro · a6 uno · b6 due · c6 uno · d6 due · e6 uno · f6 due · g6 uno · h6 due · a5 tre · b5 quattro · c5 tre · d5 quattro · e5 tre · f5 quattro · g5 tre · h5 quattro · a4 uno · b4 due · c4 uno · d4 due · e4 uno · f4 due · g4 uno · h4 due · a3 tre · b3 quattro · c3 tre · d3 quattro · e3 tre · f3 quattro · g3 tre · h3 quattro · a2 uno · b2 due · c2 uno · d2 due · e2 uno · f2 due · g2 uno · h2 due · a1 tre · b1 quattro · c1 tre · d1 quattro · e1 tre · f1 quattro · g1 tre · h1 quattro | a8 uno · b8 due · c8 uno · d8 due · e8 uno · f8 due · g8 uno · h8 due · a7 tre · b7 quattro · c7 tre · d7 quattro · e7 tre · f7 quattro · g7 tre · h7 quattro · a6 uno · b6 due · c6 uno · d6 due · e6 uno · f6 due · g6 uno · h6 due · a5 tre · b5 quattro · c5 tre · d5 quattro · e5 tre · f5 quattro · g5 tre · h5 quattro · a4 uno · b4 due · c4 uno · d4 due · e4 uno · f4 due · g4 uno · h4 due · a3 tre · b3 quattro · c3 tre · d3 quattro · e3 tre · f3 quattro · g3 tre · h3 quattro · a2 uno · b2 due · c2 uno · d2 due · e2 uno · f2 due · g2 uno · h2 due · a1 tre · b1 quattro · c1 tre · d1 quattro · e1 tre · f1 quattro · g1 tre · h1 quattro | a8 uno · b8 due · c8 uno · d8 due · e8 uno · f8 due · g8 uno · h8 due · a7 tre · b7 quattro · c7 tre · d7 quattro · e7 tre · f7 quattro · g7 tre · h7 quattro · a6 uno · b6 due · c6 uno · d6 due · e6 uno · f6 due · g6 uno · h6 due · a5 tre · b5 quattro · c5 tre · d5 quattro · e5 tre · f5 quattro · g5 tre · h5 quattro · a4 uno · b4 due · c4 uno · d4 due · e4 uno · f4 due · g4 uno · h4 due · a3 tre · b3 quattro · c3 tre · d3 quattro · e3 tre · f3 quattro · g3 tre · h3 quattro · a2 uno · b2 due · c2 uno · d2 due · e2 uno · f2 due · g2 uno · h2 due · a1 tre · b1 quattro · c1 tre · d1 quattro · e1 tre · f1 quattro · g1 tre · h1 quattro | a8 uno · b8 due · c8 uno · d8 due · e8 uno · f8 due · g8 uno · h8 due · a7 tre · b7 quattro · c7 tre · d7 quattro · e7 tre · f7 quattro · g7 tre · h7 quattro · a6 uno · b6 due · c6 uno · d6 due · e6 uno · f6 due · g6 uno · h6 due · a5 tre · b5 quattro · c5 tre · d5 quattro · e5 tre · f5 quattro · g5 tre · h5 quattro · a4 uno · b4 due · c4 uno · d4 due · e4 uno · f4 due · g4 uno · h4 due · a3 tre · b3 quattro · c3 tre · d3 quattro · e3 tre · f3 quattro · g3 tre · h3 quattro · a2 uno · b2 due · c2 uno · d2 due · e2 uno · f2 due · g2 uno · h2 due · a1 tre · b1 quattro · c1 tre · d1 quattro · e1 tre · f1 quattro · g1 tre · h1 quattro | a8 uno · b8 due · c8 uno · d8 due · e8 uno · f8 due · g8 uno · h8 due · a7 tre · b7 quattro · c7 tre · d7 quattro · e7 tre · f7 quattro · g7 tre · h7 quattro · a6 uno · b6 due · c6 uno · d6 due · e6 uno · f6 due · g6 uno · h6 due · a5 tre · b5 quattro · c5 tre · d5 quattro · e5 tre · f5 quattro · g5 tre · h5 quattro · a4 uno · b4 due · c4 uno · d4 due · e4 uno · f4 due · g4 uno · h4 due · a3 tre · b3 quattro · c3 tre · d3 quattro · e3 tre · f3 quattro · g3 tre · h3 quattro · a2 uno · b2 due · c2 uno · d2 due · e2 uno · f2 due · g2 uno · h2 due · a1 tre · b1 quattro · c1 tre · d1 quattro · e1 tre · f1 quattro · g1 tre · h1 quattro | a8 uno · b8 due · c8 uno · d8 due · e8 uno · f8 due · g8 uno · h8 due · a7 tre · b7 quattro · c7 tre · d7 quattro · e7 tre · f7 quattro · g7 tre · h7 quattro · a6 uno · b6 due · c6 uno · d6 due · e6 uno · f6 due · g6 uno · h6 due · a5 tre · b5 quattro · c5 tre · d5 quattro · e5 tre · f5 quattro · g5 tre · h5 quattro · a4 uno · b4 due · c4 uno · d4 due · e4 uno · f4 due · g4 uno · h4 due · a3 tre · b3 quattro · c3 tre · d3 quattro · e3 tre · f3 quattro · g3 tre · h3 quattro · a2 uno · b2 due · c2 uno · d2 due · e2 uno · f2 due · g2 uno · h2 due · a1 tre · b1 quattro · c1 tre · d1 quattro · e1 tre · f1 quattro · g1 tre · h1 quattro | a8 uno · b8 due · c8 uno · d8 due · e8 uno · f8 due · g8 uno · h8 due · a7 tre · b7 quattro · c7 tre · d7 quattro · e7 tre · f7 quattro · g7 tre · h7 quattro · a6 uno · b6 due · c6 uno · d6 due · e6 uno · f6 due · g6 uno · h6 due · a5 tre · b5 quattro · c5 tre · d5 quattro · e5 tre · f5 quattro · g5 tre · h5 quattro · a4 uno · b4 due · c4 uno · d4 due · e4 uno · f4 due · g4 uno · h4 due · a3 tre · b3 quattro · c3 tre · d3 quattro · e3 tre · f3 quattro · g3 tre · h3 quattro · a2 uno · b2 due · c2 uno · d2 due · e2 uno · f2 due · g2 uno · h2 due · a1 tre · b1 quattro · c1 tre · d1 quattro · e1 tre · f1 quattro · g1 tre · h1 quattro | a8 uno · b8 due · c8 uno · d8 due · e8 uno · f8 due · g8 uno · h8 due · a7 tre · b7 quattro · c7 tre · d7 quattro · e7 tre · f7 quattro · g7 tre · h7 quattro · a6 uno · b6 due · c6 uno · d6 due · e6 uno · f6 due · g6 uno · h6 due · a5 tre · b5 quattro · c5 tre · d5 quattro · e5 tre · f5 quattro · g5 tre · h5 quattro · a4 uno · b4 due · c4 uno · d4 due · e4 uno · f4 due · g4 uno · h4 due · a3 tre · b3 quattro · c3 tre · d3 quattro · e3 tre · f3 quattro · g3 tre · h3 quattro · a2 uno · b2 due · c2 uno · d2 due · e2 uno · f2 due · g2 uno · h2 due · a1 tre · b1 quattro · c1 tre · d1 quattro · e1 tre · f1 quattro · g1 tre · h1 quattro | 2 |
| 1 | a8 uno · b8 due · c8 uno · d8 due · e8 uno · f8 due · g8 uno · h8 due · a7 tre · b7 quattro · c7 tre · d7 quattro · e7 tre · f7 quattro · g7 tre · h7 quattro · a6 uno · b6 due · c6 uno · d6 due · e6 uno · f6 due · g6 uno · h6 due · a5 tre · b5 quattro · c5 tre · d5 quattro · e5 tre · f5 quattro · g5 tre · h5 quattro · a4 uno · b4 due · c4 uno · d4 due · e4 uno · f4 due · g4 uno · h4 due · a3 tre · b3 quattro · c3 tre · d3 quattro · e3 tre · f3 quattro · g3 tre · h3 quattro · a2 uno · b2 due · c2 uno · d2 due · e2 uno · f2 due · g2 uno · h2 due · a1 tre · b1 quattro · c1 tre · d1 quattro · e1 tre · f1 quattro · g1 tre · h1 quattro | a8 uno · b8 due · c8 uno · d8 due · e8 uno · f8 due · g8 uno · h8 due · a7 tre · b7 quattro · c7 tre · d7 quattro · e7 tre · f7 quattro · g7 tre · h7 quattro · a6 uno · b6 due · c6 uno · d6 due · e6 uno · f6 due · g6 uno · h6 due · a5 tre · b5 quattro · c5 tre · d5 quattro · e5 tre · f5 quattro · g5 tre · h5 quattro · a4 uno · b4 due · c4 uno · d4 due · e4 uno · f4 due · g4 uno · h4 due · a3 tre · b3 quattro · c3 tre · d3 quattro · e3 tre · f3 quattro · g3 tre · h3 quattro · a2 uno · b2 due · c2 uno · d2 due · e2 uno · f2 due · g2 uno · h2 due · a1 tre · b1 quattro · c1 tre · d1 quattro · e1 tre · f1 quattro · g1 tre · h1 quattro | a8 uno · b8 due · c8 uno · d8 due · e8 uno · f8 due · g8 uno · h8 due · a7 tre · b7 quattro · c7 tre · d7 quattro · e7 tre · f7 quattro · g7 tre · h7 quattro · a6 uno · b6 due · c6 uno · d6 due · e6 uno · f6 due · g6 uno · h6 due · a5 tre · b5 quattro · c5 tre · d5 quattro · e5 tre · f5 quattro · g5 tre · h5 quattro · a4 uno · b4 due · c4 uno · d4 due · e4 uno · f4 due · g4 uno · h4 due · a3 tre · b3 quattro · c3 tre · d3 quattro · e3 tre · f3 quattro · g3 tre · h3 quattro · a2 uno · b2 due · c2 uno · d2 due · e2 uno · f2 due · g2 uno · h2 due · a1 tre · b1 quattro · c1 tre · d1 quattro · e1 tre · f1 quattro · g1 tre · h1 quattro | a8 uno · b8 due · c8 uno · d8 due · e8 uno · f8 due · g8 uno · h8 due · a7 tre · b7 quattro · c7 tre · d7 quattro · e7 tre · f7 quattro · g7 tre · h7 quattro · a6 uno · b6 due · c6 uno · d6 due · e6 uno · f6 due · g6 uno · h6 due · a5 tre · b5 quattro · c5 tre · d5 quattro · e5 tre · f5 quattro · g5 tre · h5 quattro · a4 uno · b4 due · c4 uno · d4 due · e4 uno · f4 due · g4 uno · h4 due · a3 tre · b3 quattro · c3 tre · d3 quattro · e3 tre · f3 quattro · g3 tre · h3 quattro · a2 uno · b2 due · c2 uno · d2 due · e2 uno · f2 due · g2 uno · h2 due · a1 tre · b1 quattro · c1 tre · d1 quattro · e1 tre · f1 quattro · g1 tre · h1 quattro | a8 uno · b8 due · c8 uno · d8 due · e8 uno · f8 due · g8 uno · h8 due · a7 tre · b7 quattro · c7 tre · d7 quattro · e7 tre · f7 quattro · g7 tre · h7 quattro · a6 uno · b6 due · c6 uno · d6 due · e6 uno · f6 due · g6 uno · h6 due · a5 tre · b5 quattro · c5 tre · d5 quattro · e5 tre · f5 quattro · g5 tre · h5 quattro · a4 uno · b4 due · c4 uno · d4 due · e4 uno · f4 due · g4 uno · h4 due · a3 tre · b3 quattro · c3 tre · d3 quattro · e3 tre · f3 quattro · g3 tre · h3 quattro · a2 uno · b2 due · c2 uno · d2 due · e2 uno · f2 due · g2 uno · h2 due · a1 tre · b1 quattro · c1 tre · d1 quattro · e1 tre · f1 quattro · g1 tre · h1 quattro | a8 uno · b8 due · c8 uno · d8 due · e8 uno · f8 due · g8 uno · h8 due · a7 tre · b7 quattro · c7 tre · d7 quattro · e7 tre · f7 quattro · g7 tre · h7 quattro · a6 uno · b6 due · c6 uno · d6 due · e6 uno · f6 due · g6 uno · h6 due · a5 tre · b5 quattro · c5 tre · d5 quattro · e5 tre · f5 quattro · g5 tre · h5 quattro · a4 uno · b4 due · c4 uno · d4 due · e4 uno · f4 due · g4 uno · h4 due · a3 tre · b3 quattro · c3 tre · d3 quattro · e3 tre · f3 quattro · g3 tre · h3 quattro · a2 uno · b2 due · c2 uno · d2 due · e2 uno · f2 due · g2 uno · h2 due · a1 tre · b1 quattro · c1 tre · d1 quattro · e1 tre · f1 quattro · g1 tre · h1 quattro | a8 uno · b8 due · c8 uno · d8 due · e8 uno · f8 due · g8 uno · h8 due · a7 tre · b7 quattro · c7 tre · d7 quattro · e7 tre · f7 quattro · g7 tre · h7 quattro · a6 uno · b6 due · c6 uno · d6 due · e6 uno · f6 due · g6 uno · h6 due · a5 tre · b5 quattro · c5 tre · d5 quattro · e5 tre · f5 quattro · g5 tre · h5 quattro · a4 uno · b4 due · c4 uno · d4 due · e4 uno · f4 due · g4 uno · h4 due · a3 tre · b3 quattro · c3 tre · d3 quattro · e3 tre · f3 quattro · g3 tre · h3 quattro · a2 uno · b2 due · c2 uno · d2 due · e2 uno · f2 due · g2 uno · h2 due · a1 tre · b1 quattro · c1 tre · d1 quattro · e1 tre · f1 quattro · g1 tre · h1 quattro | a8 uno · b8 due · c8 uno · d8 due · e8 uno · f8 due · g8 uno · h8 due · a7 tre · b7 quattro · c7 tre · d7 quattro · e7 tre · f7 quattro · g7 tre · h7 quattro · a6 uno · b6 due · c6 uno · d6 due · e6 uno · f6 due · g6 uno · h6 due · a5 tre · b5 quattro · c5 tre · d5 quattro · e5 tre · f5 quattro · g5 tre · h5 quattro · a4 uno · b4 due · c4 uno · d4 due · e4 uno · f4 due · g4 uno · h4 due · a3 tre · b3 quattro · c3 tre · d3 quattro · e3 tre · f3 quattro · g3 tre · h3 quattro · a2 uno · b2 due · c2 uno · d2 due · e2 uno · f2 due · g2 uno · h2 due · a1 tre · b1 quattro · c1 tre · d1 quattro · e1 tre · f1 quattro · g1 tre · h1 quattro | 1 |
|   | a | b | c | d | e | f | g | h |   |